# Беррштадт
Беррштадт (нім. Börrstadt) — громада в Німеччині, розташована в землі Рейнланд-Пфальц. Входить до складу району Доннерсберг. Складова частина об'єднання громад Віннвайлер.
Площа — 15,10 км2. Населення становить 931 ос. (станом на 31 грудня 2020).

## Галерея

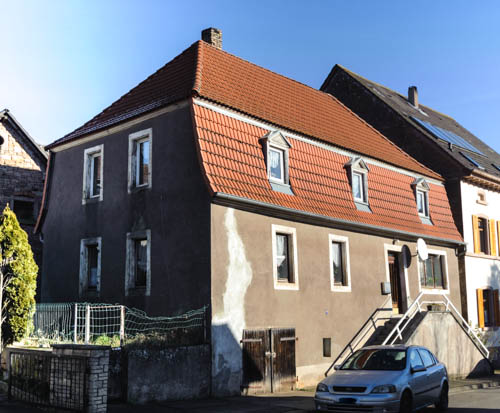